# 出木場久征
出木場 久征（いでこば ひさゆき、1975年〈昭和50年〉4月22日 - ）は、日本の実業家。株式会社リクルートホールディングス代表取締役社長兼CEO。

## 経歴
鹿児島県出身。早稲田大学商学部卒業。1999年にリクルート（現・リクルートホールディングス）に入社。旅行領域や美容領域をはじめ、数々の情報誌のネットメディア化、オンライン予約一般化等、デジタルシフトを牽引した。2012年に執行役員就任後、同年自身が買収を推進したIndeedのチェアマンに就任。同社のCEOとプレジデントを経て、2016年よりリクルートホールディングス常務執行役員、2018年より専務執行役員としてHRテクノロジー事業を急速育て、グループのグローバル化を強力に推進した。2019年に取締役就任、2020年より副社長執行役員を兼任し、ファイナンス本部、事業本部（COO）を担当。2021年より代表取締役社長兼CEO。

## 略歴
- 1999年3月　早稲田大学商学部卒業
- 1999年4月　株式会社リクルート（現・リクルートホールディングス）入社
- 2012年4月　株式会社リクルート（現・リクルートホールディングス）執行役員 R&D、グローバル本部・アジアジョブボード担当
- 2012年9月　Indeed, Inc. チェアマン
- 2013年10月　Indeed, Inc. CEO兼チェアマン
- 2015年10月　Indeed, Inc. CEO
- 2016年4月　株式会社リクルートホールディングス常務執行役員 グローバルオンラインHR SBU（現 HRテクノロジーSBU）担当
- 2018年1月　株式会社リクルートホールディングス専務執行役員 事業本部（COO）担当、RGF OHR USA, Inc. CEO and Director（現任）、RGF Staffing B.V.（2019年11月にRecruit Global Staffing B.V.から社名変更）Chairman and Director（現任）
- 2018年4月　株式会社リクルート取締役（現任）
- 2019年4月　株式会社リクルートホールディングス専務執行役員 経営企画本部(CSO）、管理本部（CRO）、事業本部（COO）担当、Indeed, Inc. Director（現任）
- 2019年6月　株式会社リクルートホールディングス取締役 兼 専務執行役員 経営企画本部（CSO）、管理本部（CRO）、事業本部（COO）担当
- 2020年4月　株式会社リクルートホールディングス取締役 兼 副社長執行役員 ファイナンス本部、事業本部（COO）担当
- 2021年4月　株式会社リクルートホールディングス代表取締役社長 兼 CEO（現任）[1]

## 現職
- 株式会社リクルートホールディングス代表取締役社長 兼 CEO
- Indeed, Inc. Director
- RGF OHR USA, Inc. CEO and Director
- RGF Staffing B.V. Chairman and Director

## テレビ番組
- 日経スペシャル カンブリア宮殿 800回記念スペシャル リクルート徹底解剖！（2022年9月22日、テレビ東京）- リクルートホールディングス 社長として出演[2]。
- 日経スペシャル カンブリア宮殿 激流に勝ち2兆円企業 これがリクルートの神髄だ（2022年9月29日、テレビ東京）- リクルートホールディングス 社長として出演[3]。